# Visit Tucson Sun Cup
La Visit Tucson Sun Cup (anteriormente llamada Mobile Mini Sun Cup, Desert Cup y Desert Diamond Cup, es un torneo de fútbol de pretemporada organizado por el Phoenix Rising FC de la USL Championship y por el FC Tucson de la USL League One. El torneo es patrocinado por la Tucson Convention and Visitors Bureau, conocida como Visit Tucson.

## Palmarés
| Año  | Campeón                | Subcampeón             | Tercer lugar                        | Cuarto lugar           |
| ---- | ---------------------- | ---------------------- | ----------------------------------- | ---------------------- |
| 2011 | Sporting Kansas City   | New York Red Bulls     | FC Tucson                           | Arizona Sahuaros       |
| 2012 | Los Angeles Galaxy     | New England Revolution | Real Salt Lake                      | New York Red Bulls     |
| 2013 | Seattle Sounders FC    | Real Salt Lake         | New England Revolution              | New York Red Bulls     |
| 2014 | Chicago Fire           | C.D. Chivas USA        | Real Salt Lake                      | New England Revolution |
| 2015 | Real Salt Lake         | Colorado Rapids        | Sporting Kansas City                | Seattle Sounders FC    |
| 2016 | New England Revolution | Columbus Crew SC       | Sporting Kansas City Houston Dynamo |                        |
| 2017 | Houston Dynamo         | Colorado Rapids        | New England Revolution              | Sporting Kansas City   |
| 2018 | New England Revolution | Houston Dynamo         | Portland Timbers                    | Sporting Kansas City   |
| 2019 | FC Dallas              | Portland Timbers       | New York Red Bulls                  | Real Salt Lake         |
| 2020 | Columbus Crew SC       | Phoenix Rising FC      | New York Red Bulls                  | Houston Dynamo         |

## Títulos por equipo
| Club                   | Títulos | Subtítulos | Años campeón | Años subcampeón |
| ---------------------- | ------- | ---------- | ------------ | --------------- |
| New England Revolution | 2       | 1          | 2016, 2018   | 2012            |
| Real Salt Lake         | 1       | 1          | 2014         | 2013            |
| Houston Dynamo         | 1       | 1          | 2017         | 2018            |
| Columbus Crew          | 1       | 1          | 2020         | 2016            |
| FC Dallas              | 1       | -          | 2019         | ----            |
| Sporting Kansas City   | 1       | -          | 2011         | ----            |
| Los Angeles Galaxy     | 1       | -          | 2012         | ----            |
| Seattle Sounders FC    | 1       | -          | 2013         | ----            |
| Chicago Fire           | 1       | -          | 2014         | ----            |
| Colorado Rapids        | -       | 2          | ----         | 2015, 2017      |
| New York Red Bulls     | -       | 1          | ----         | 2011            |
| Portland Timbers       | -       | 1          | ----         | 2019            |
| Chivas USA             | -       | 1          | ----         | 2014            |
| Phoenix Rising FC      | -       | 1          | ----         | 2020            |